# Christine Michael
Christine Lynn Michael (['krɪstɪn ˈmaɪkəl]; * 9. November 1990) ist ein US-amerikanischer American-Football-Spieler. Er spielte zuletzt auf der Position des Runningbacks für die Indianapolis Colts in der National Football League (NFL).

## NFL

### Seattle Seahawks (1. Periode)
Christine Michael wurde im NFL Draft 2013 in der zweiten Runde als 62. Spieler von den Seattle Seahawks ausgewählt. Während seiner Zeit bei den Seahawks wurde er nur begrenzt eingesetzt, da er sich nicht gegen die Runningbacks Marshawn Lynch oder Robert Turbin durchsetzen konnte. Nach der Verpflichtung von Runningback Fred Jackson wurde Michael am 6. September 2015 für einen Siebtrundenpick zu den Dallas Cowboys getauscht.

### Dallas Cowboys
Nach dem Weggang von DeMarco Murray verpflichteten die Dallas Cowboys Michael, um ihre Runningbacksituation zu verbessern. In den ersten drei Saisonspielen war er noch nicht aktiv, jedoch wurde während der Bye Week von den Trainern diskutiert, ob er die Starter-Position erhalte soll. Er wurde letztendlich jedoch nur Ersatzspieler. Am 17. November 2015 entließen die Cowboys Michael, um Platz für Runningback Robert Turbin zu machen.

### Washington Redskins
Am 19. November 2015 verpflichteten die Washington Redskins Michael für ihren Practice Squad. Er wurde am 15. Dezember 2015 entlassen.

### Seattle Seahawks (2. Periode)
Am 16. Dezember 2015 verpflichteten die Seattle Seahawks Michael erneut, nachdem sich die Runningbacks Marshawn Lynch und Thomas Rawls verletzt hatten. Nachdem sein Vertrag nach der Saison 2015 ausgelaufen war, wurde er am 17. März 2016 wiederverpflichtet. Als Rawls zu Beginn der Saison 2016 verletzungsbedingt ausfiel, avancierte Michael zum Starter und ihm gelangen am dritten Spieltag gegen die San Francisco 49ers seine ersten beiden NFL-Touchdowns.
Am 15. November 2016 wurde er von den Seattle Seahawks erneut entlassen.

### Green Bay Packers
Michael wurde am 16. November 2016, nur einen Tag nach seiner Entlassung bei den Seattle Seahawks, von den Green Bay Packers verpflichtet. Nachdem die Packers im NFL Draft 2017 drei neue Runningbacks auswählten, wurde er am 1. Mai 2017 entlassen.

### Indianapolis Colts
Am 1. Juni 2017 wurde Michael von den Indianapolis Colts unter Vertrag genommen. Aufgrund einer Trainingsverletzung wurde er am 17. Juni 2017 auf die Injured Reserve List gesetzt. Am 21. März 2018 erhielt er von den Colts einen neuen Einjahresvertrag. Am 24. September 2018 wurde Michael entlassen.

## Privatleben
Michael erhielt von seiner Mutter den Vornamen „Christine“ (sprich: Chris-Tinn), der für einen Mann ungewöhnlich ist. Dies hatte den Grund, dass seine Mutter während der Schwangerschaft mit einem Mädchen rechnete und nach der Geburt keinen Anlass sah, auf eine männliche Version des Vornamens zu wechseln.